# Sturmey Motors
Sturmey Motors war ein britischer Automobilhersteller, der 1906–1907 in Coventry (Warwickshire) ansässig war.
Es gab fünf verschiedene Modelle. Der 8 hp hatte einen Reihenzweizylindermotor mit 3,2 l Hubraum und war mit 1981 mm oder 2286 mm Radstand erhältlich. Der 18/20 hp war ein Lizenzbau des US-amerikanischen Duryea und besaß einen Reihenvierzylindermotor mit 4,2 l Hubraum und einen Radstand von 2591 mm. Die größeren Modelle nutzten alle das gleiche Fahrgestell und besaßen ebenfalls Vierzylindermotoren. Der 20 hp bot auch 4,2 l Hubraum, der 22 hp 3,7 l und der 30 hp 4,6 l.
1908 wurde die Marke in Lotis umbenannt.

## Modelle
| Modell   | Bauzeitraum | Zylinder | Hubraum  | Radstand     |
| -------- | ----------- | -------- | -------- | ------------ |
| 8 hp     | 1906–1907   | 2 Reihe  | 3217 cm³ | 1981–2286 mm |
| 18/20 hp | 1906–1907   | 4 Reihe  | 4151 cm³ | 2591 mm      |
| 20 hp    | 1906–1907   | 4 Reihe  | 4151 cm³ | 2591 mm      |
| 22 hp    | 1906–1907   | 4 Reihe  | 3686 cm³ | 2591 mm      |
| 30 hp    | 1906–1907   | 4 Reihe  | 4606 cm³ | 2591 mm      |

## Quelle
- David Culshaw & Peter Horrobin: The Complete Catalogue of British Cars 1895–1975. Veloce Publishing plc. Dorchester (1999). ISBN 1-874105-93-6